# Resolució 2152 del Consell de Seguretat de les Nacions Unides
La Resolució 2152 del Consell de Seguretat de les Nacions Unides, adoptada per unanimitat el 22 de febrer de 2014 després de reafirmar totes les resolucions anteriors del Sàhara Occidental i en particular les resolucions 1754, 1783, 1813 i 1871, 1920, i 2044 el consell va ampliar el mandat de la Missió de Nacions Unides pel Referèndum al Sàhara Occidental (MINURSO) per un any fins al 30 d'abril de 2015.
El consell torna a demanar a les parts i estats veïns del Sàhara Occidental més cooperació amb les Nacions Unides per trencar l'impàs en el procés. També se'ls va convidar a complir els acords existents sobre l'alto el foc, que han estat violats algunes vegades. Tant Marroc com el Front Polisario van presentar una proposta el 2007, que ha estat valorada positivament. A més, calia acordar mesures de confiança millorar la situació dels drets humans al Sàhara Occidental i els camps de refugiats de la província de Tindouf.
Alhora, encara s'estava preparant una cinquena ronda de negociacions. Es demana a les dues parts que siguin realistes i disposats a comprometre's. L'Alt Comissionat de les Nacions Unides per als Refugiats s'ha reunit regularment amb les parts i els països veïns per desenvolupar més mesures de confiança, com ara visites entre famílies separades. A més, el Consell de Seguretat va donar suport a la pregunta del secretari general sobre quinze observadors militars addicionals.